# Horná Kráľová
Horná Kráľová (Hongaars: Királyi) is een Slowaakse gemeente in de regio Nitra, en maakt deel uit van het district Šaľa.
Horná Kráľová telt 1.788 inwoners.

## Geboren
- Michal Hipp (1963), voetballer en voetbalcoach